# Гутулья
Гутулья (норв. Gutulia nasjonalpark) — большой норвежский национальный парк, находящийся на территории фюльке Иннландет. К югу от Гутульи располагается другой национальный парк Фемуннсмарка, а с северной стороны проходит шведско-норвежская государственная граница. Ландшафт покрывают девственные леса, в которых произрастают ели, сосны и берёзы. Возраст отдельных деревьев достигает нескольких сотен лет.